# Cantonul Villers-Cotterêts
Cantonul Villers-Cotterêts este un canton din arondismentul Soissons, departamentul Aisne, regiunea Picardia, Franța.

## Comune
- Ancienville
- Corcy
- Coyolles
- Dampleux
- Faverolles
- Fleury
- Haramont
- Largny-sur-Automne
- Longpont
- Louâtre
- Montgobert
- Noroy-sur-Ourcq
- Oigny-en-Valois
- Puiseux-en-Retz
- Retheuil
- Soucy
- Taillefontaine
- Villers-Cotterêts (reședință)
- Villers-Hélon
- Vivières